# Автомагистрала „Видин – Монтана“
Автомагистрала „Видин – Монтана“, е автомагистрала в Северна България.
Началото на магистралата е при околовръстния път на град Видин, а краят ѝ – при началото на обходния път на град Монтана. Общата планирана дължина на трасето е около 95 km, като след края си то продължава към Ботевград чрез скоростен път „Монтана – Ботевград“.
За пряка връзка на Монтана и София е предвидено изграждане на скоростен път с тунел под прохода Петрохан.

## Име и номер
Към 2025 г. автомагистралата все още няма официално име и номер. Според Правилника за прилагане на Закона за пътищата, „автомагистралите получават номерата си по реда на строителството им“.
В тази връзка след въвеждането в експлоатация на участъка Макреш – Бела през 2024 г., автомагистралата би трябвало да бъде номерирана като А7, но към момента процедурата за обособяването на пътя като отделна автомагистрала не е завършена.

## Изходи
| Изход | Име          | km   | Дестинация               | Платна | Забележка               |
| ----- | ------------ | ---- | ------------------------ | ------ | ----------------------- |
|       | Дунав мост 2 | 0    | Румъния, Калафат         |        | В експлоатация          |
|       | Ново село    | 2,9  | Видин, Кошава, Ново село |        | В експлоатация          |
|       | Брегово      | 6,1  | Видин, Брегово           |        | В строеж                |
|       | Рупци        | 7,7  | Видин, Рупци             |        | В строеж                |
|       | Новоселци    | 8,4  | Видин, ГКПП Връшка чука  |        | В строеж                |
|       | Видин        | 9,6  | Видин                    |        | В строеж                |
|       | Дунавци      | 20,3 | Дунавци, Синаговци       |        | В строеж                |
|       | Кула         | 30,3 | Срацимирово, Кула        |        | В строеж                |
|       | Видин        | 34   | Видин                    |        | До завършване лот 1     |
|       | Макреш       | 36,2 | Макреш, Димово           |        | В експлоатация          |
|       | Бела         | 46,4 | Бела                     |        | В частична експлоатация |
|       | Ружинци      | 58,8 | Ружинци, Медовница       |        | В строеж                |
|       | Белотинци    | 73   | Белотинци                |        | В строеж                |
|       | Винище       | 85,2 | Клисурица, Винище        |        | В строеж                |
|       | Монтана      | 98,4 | Монтана                  |        | В строеж                |

## Планиране на пътя
Целта на проекта е изграждане на ново пътно трасе на 6-те участъка: Видин – Макреш, Макреш – Бела, Бела – Ружинци, Ружинци – Белотинци, Белотинци – Винище и Винище – Монтана с обща дължина около 98 km. Основни технически параметри на новопроектирания път са: проектна скорост 120 km/h; пътен габарит Г-28 и товароносимост на пътната настилка 11,5 т/ос.

### Участък 1. Видин – Макреш
- Общата дължина на лота е приблизително 29,6 km.[3]
- От km 3+757 (п.в с мост Дунав Мост 2) до km 8+870 трасето ще минава по съществуващият обходен път на град Видин. Предвижда се пътят да бъде разширен от габарит Г12 до габарит Г20 с проектна скорост V = 80 km/h.
- От km 8+870 трасето напуска съществуващият път и се развива на запад от него по нов път до km 33+400, където е краят на участъка. За този участък се предвижда пътен габарит Г28 и проектна скорост V = 120 km/h.
- В рамките на лота са включени 3 пътни възела – ПВ „Видин“, ПВ „Дунавци“ и ПВ „Кула“, 3 пътни подлеза, 5 пътни надлеза, 2 моста, 2 виадукта, 6 селскостопански подлеза, 3 селскостопански надлеза, 1 площадка за отдих и 4 аварийни площадки.

### Участък 2. Макреш – Бела
- Общата дължина на лота е приблизително 13,6 km.[4]
- Започва от разклона за Макреш, при ПВ „Макреш“, и е до село Бела. Участъкът преминава по ново трасе, извън обхвата на съществуващия път I-1.
- Проектната скорост е 120 km/h и е с габарит на автомагистрала Г28, включващ две ленти за движение в посока, аварийна лента, банкети и разделителна ивица, като в определени участъци с по-големи наклони е изградена лента за бавно движещи се товарни автомобили.
- При 36-и km новият път пресича ж. п. линията Видин – София с надлез и минава над напоителен канал.
- От 37-и до 42-ри km се спуска към град Димово и река Арчар, пресича път I-1 и при 40-и km преминава източно от град Димово.
- От 42-ри до 47-и km пътят продължава източно от град Димово и село Бела, разположен е успоредно на пътя Димово–Ружинци и при 46-ти km отново пресича републикански път I-1 с пътен възел „Бела“.
- В участъка са изградени 2 пътни възела – п.в. „Макреш“ при 36-и km и п.в. „Бела“ на път I-1 в участъка Бела – Скомля, който е при 46-и km. Построени са 8 моста, 2 селскостопански подлеза, водостоци и т.н. В близост до пътен възел „Бела“ ще бъде разположен контролен център за управление на трафика.

### Участък 3. Бела – Ружинци
- Общата дължина на лота е приблизително 11,1 km.
- Отсечката между с. Бела и Ружинци ще бъде изградена с проектна скорост 120 km/h и габарит на автомагистрала Г28, включващ две ленти за движение в посока, аварийна лента, банкети и разделителна ивица, като в определени участъци с по-големи наклони е предвидено изграждането и на лента за бавно движещи се товарни автомобили. Такава ще има между 36-и и 39-и km в платното за Видин и между 39-и и 44-ти km в посока Ботевград.
- Между 47-и и 52-ри km пътят ще преминава успоредно на ж. п. линията, като е отдалечен от нея и не засяга съществуващия селскостопански път. След това при 49-и km ще пресича река Скомля над язовира, ще преминава над две дерета и преди 52-ри km трасето ще пресича ж. п. линията Видин – София.
- Между 52-ри и 58-и km след преминаването на пътя за село гара Орешец, новият път ще се спуска към Ружинци. При 56-и km отсечката ще преминава над път I-1 /E79/ Видин – Кула.
- В участъка ще бъдат изградени надлез над ж. п. линията Видин – София, мостове над реките Барата и Скомля, 3 селскостопански подлеза. При 50-и km от двете страни на пътя ще има площадка за отдих с тоалетни, паркинги, осветление и пречиствателно съоръжение.

### Участък 4. Ружинци – Белотинци
- Общата дължина на лота е приблизително 15,4 km.
- Трасето преминава изцяло източно от съществуващия път I-1 (E79), без да го пресича и без да навлиза в регулациите на населените места.
- Предвиденият габарит е Г28 и проектната скорост е 120 km/h. В участъци с по-големи наклони е предвидено изграждането и на лента за бавно движещи се товарни автомобили, такава ще е отсечката между 61-ви и 62-ри km в посока гр. Монтана, с обща дължина 1580 m.
- Началото на трасето се намира на около 1 km северно от регулацията на с. Ружинци, при 58-ми km на проекта за предходния участък. При 58-ми km е предвидено изграждането на пътен възел тип „тромпет“ за връзка със старото трасе на републиканския път I-1 (E79). При 60-и km третокласният път Ружинци–Лом и общинският път Ружинци–Белоптичене преминават над скоростния път с пътни надлези. Трасето минава между регулациите на с. Ружинци и с. Белоптичене, като в този участък пресича р. Лом при km 60+824 посредством мостово съоръжение.
- Новото трасе ще продължава успоредно на съществуващия път приблизително на 2 km източно, обхождайки скалните образования в близост до с. Плешивец. При km 64+739 с пътен надлез общински път VID-2161 Път I-1(E79) – Черно Поле – Смирненски преминава под скоростния път. Пресичането на двата основни притока на р. Киселевска бара е предвидено с изграждането на 2 водостока при km 67+468 и при km 67+920.
- Следва пресичане на р. Нечинска бара при km 69+755 на 700 m северно от съществуващото трасе на път I-1 (E79). При km 73+017 вариантното решение пресича път MON-1062 Белотинци – Одоровци – Буковец с пътен надлез, като на това място се изгражда пътен възел тип „диамант“, п. в. „Белотинци“.
- В този участък ще бъдат изградени 2 пътни възела, 3 пътни надлеза – ПВ „Ружинци“ и ПВ „Белотинци“, 2 водостока, 2 моста над р. Лом и р. Нечинска бара и т.н.

### Участък 5. Белотинци – Винище
- Общата дължина на лота е приблизително 12 km.
- Трасето на участъка започва непосредствено след п.в. „Белотинци“ от km 73+520. Предвиденият габарит е Г28 и проектната скорост е 120 km/h.
- От km 73+800 до km 74+100 ще се изграждат двустранни площадки за отдих, всяка с по 45 бр. паркоместа за леки автомобили, като 6 от тях са за хора с увреждания. Допълнително има обособени 7 бр. паркоместа за автобуси или товарни автомобили. Предвижда се и изграждането на санитарно помещение с тоалетна.
- Новото трасе ще продължава на 500 – 1500 метра източно спрямо съществуващия път I-1 (E79), като се пресичат двата основни притока на р. Гостиля, предвидено е изграждането на сглобяем правоъгълен стоманобетонов водосток при km 75+013 и сводов водосток 5/4 m при km 75+585. Река Коритарска се пресича с мостово съоръжение при km 77+910 на 900 m североизточно от съществуващото трасе на път I-1 (Е79), след което проектната ос преминава на 800 m източно от регулацията на с. Смоляновци. При km 80+439 с мостово съоръжение се пресича р. Селска бара, а при km 82+125 – р. Риковска бара, предвидено е изграждането на правоъгълен стоманобетонов водосток.
- Между селата Смоляновци и Винище трасето ще преминава на 400 m северно от съществуващото трасе на път I-1 (E79), като при km 85+155 ще пресича общинския път MON-1152 Път I-1 (E79) – Клисурица – Долна Рикса с пътен подлез, като на същото място се предвижда изграждането на пътен възел тип „полудетелина“.
- В този участък ще бъдат изградени 1 пътен възел – ПВ „Винище“, 2 водостока, 3 моста над р. Селска бара, р. Коритарска и р. Риковска бара и т.н. От km 73+800 до km 74+100 ще се изграждат двустранни площадки за отдих.

### Участък 6. Винище – Монтана
- Общата дължина на лота е приблизително 13,7 km.
- Проектното трасе започва след п. в. „Винище“ при 85+520, с габарит Г28 и проектната скорост е 120 km/h.
- Началото на участъка започва след п. в. „Винище“, като проектното трасе пресича р. Войнишка бара при km 86+904, преминава на 150 m северно от гробището на с. Винище. Следва пресичане на р. Брусовица с мостово съоръжение при km 87+961 и р. Онна Бара при km 89+022. Предвижда се двустранна площадка за отдих в участъка от km 90+000 до km 90+500.
- В участъка между с. Винище и с. Горна Вереница трасето преминава през равнинен терен средно 1 km източно от съществуващия път, където се пресичат няколко сухи дерета. След с. Горна Вереница трасето се развива в югоизточна посока, като преминава северно на с. Долна Вереница, където се пресичат два притока на р. Бучка при km 95+761 и km 96+216. При km 98+412 е планирано изграждането на пътен възел тип „тромпет“, чрез който ще се осъществява връзка с вече изпълнения обходен път на гр. Монтана. Пътният възел при km 102+753 по обходния път на гр. Монтана ще бъде реконструиран и допълнен до пълен с осигурени всички посоки на завиване. За целта ще бъде удвоен пътният подлез и изградена допълнителна директна връзка, за да се осигури направлението Видин – обход Монтана – гр. Монтана (север).
- В този участък ще бъдат изградени 2 пътни възела при Монтана, 4 водостока и 1 мост над р. Брусовица и т.н. От km 90+000 до km 90+500 ще се изграждат двустранни площадки за отдих.

## Строителство

### Видин – Ружинци
На 5 юли 2019 г. Агенция „Пътна инфраструктура“ стартира обществените поръчки за проектиране и строителство, и за надзор при модернизацията на 54,3 km от път I-1 (E-79) Видин–Ботевград, в участъка от Видин до Ружинци. Обществената поръчка за проектиране и изпълнение на строително-монтажните работи за участъка от Видин до Ружинци е в три обособени позиции:

#### Обособена позиция 1. Видин – Макреш
- В обособена позиция № 1 е отсечката от Видин до пътен възел „Макреш“ (от km 3+757 до km 33+400). Общата ѝ дължина е 29,643 km. Индикативната стойност за изпълнение на строително-монтажните работи е 250 750 157 лв. без ДДС, но тя не е пределна. Срокът е 30 месеца. Прогнозната стойност на тръжната процедура за строителен надзор е 3 775 000 лв. без ДДС.
- На 13 август 2019 г. са отворени офертите в обществената поръчка за проектиране и строителство.[6] За този участък са отворени 4 оферти.
- На 16 август 2019 г. са отворени офертите в обществената поръчка за строителен надзор на лота.[7] За участъка има подадени 8 оферти.
- На 18 октомври 2019 г. е подписан договор за строителен надзор с ДЗЗД „Бонония Консулт 2020“. В обединението са „Рутекс“ ООД и „Проес Консулторес“ АД.[8]
- На 21 октомври 2019 г. е подписан договор за извършване на строително-монтажните работи с ДЗЗД „Северозапад Лот 1“, в което участват „Нивел строй“ ЕООД, „ПСТ Груп“ ЕАД, „Пътинженеринг -М“, АД, „ПСТ Видин“ ЕООД и „ПСТ София“ ЕООД.[9]

#### Обособена позиция 2. Макреш – Бела
- В обособена позиция № 2 е участъкът от разклона за Макреш, при бъдещия пътен възел „Макреш“, до с. Бела, при пътен възел „Бела“ (от km 33+400 до km 47+000). Общата дължина на този участък е 13,6 km. Индикативната стойност е 115 042 400 лв. без ДДС, но тя не е пределна. Срокът за изпълнение е 24 месеца. Прогнозната стойност на поръчката за надзор е 1 737 886 лв. без ДДС.
- Подадени са 7 оферти за проектиране и строителство на обособената позиция.
- За лота са подадени 6 оферти по процедурата за избор на строителен надзор.
- На 1 юни 2020 г. процедурата за строително-монтажни работи за обособената позиция е прекратена.[10]
- На 2 октомври 2020 г. строителството на отсечката е възложено пряко по инхаус процедура на държавното дружество „Автомагистрали“ ЕАД.[11]
- На 31 март 2021 г. е подписан договор за упражняване на строителен надзор с ДЗЗД „Консултанти Макреш – Бела“ с участници „ТЕК – КУАТРО“ АД, „СТРОЛ – 1000“ АД.[12]
- На 5 март 2024 г. участъкът е отворен за движение.[13][14]
- На 30 май 2024 г. е издадено разрешение за ползване на обекта от ДНСК и участътък официално е въведен в експлоатация.[15]

#### Обособена позиция 3. Бела – Ружинци
- В обособена позиция № 3 е отсечката от с. Бела до Ружинци (от km 47+000 до km 58+128). Общата ѝ дължина е 11,128 km. Прогнозната стойност за изпълнение на строително-монтажните работи е 94 135 800 лв. без ДДС, но тя не е пределна. Срокът за изпълнение е 24 месеца. Индикативната стойност на поръчката за надзор е 1 424 287 лв.
- За участъка са подадени 6 оферти по процедурата за проектиране и строителство.
- По обособената позиция са подадени 6 оферти по обществената поръчка за строителен надзор.
- На 23 юли 2020 г. процедурата за строително-монтажни работи за обособената позиция е прекратена.
- На 2 октомври 2020 г. строителството на отсечката е възложено пряко по инхаус процедура на държавното дружество „Автомагистрали“ ЕАД.[16]
- На 16 март 2021 г. е подписан договор за упражняване на строителен надзор с „Пътинвест-инженеринг АД“.
- Поради изтичане на срока на договора за надзор на 29 февруари 2024 г. е обявена обществена поръчка за избор на нов надзор.[17]
- На 20 декември 2024 г. е подписан нов договор за упражняване на строителен надзор с „НАДЗОР СЕВЕР“ ДЗЗД с участници в обединението „Пътконсулт 2000“ ЕООД, „Екоинженеринг“ ЕООД и „Контпас“ ЕООД.[18]

### Ружинци – Монтана
На 2 октомври 2020 г. строителството на отсечката между ПВ Ружинци и обходния път на град Монтана е възложено пряко по инхаус процедура на държавното дружество „Автомагистрали“ ЕАД. На 07.06.2024 г. е издадено разрешение за строеж № РС-40 за участъка, включително допълване на пътен възел от обходен път на гр. Монтана при km 102+753. На 21.11.2024 г. е подписан договор за трите лота в участъка за осъществяване на авторски надзор по време на строителство с „Инжконсултпроект“ ООД. На 05.12.2024 г. е подписан протокол 2а за откриване на строителната площадка и определяне на строителната линия и нивото на строежа за участъка.

#### Обособена позиция 4. Ружинци – Белотинци
- В обособена позиция № 4 е отсечката от с. Ружинци до с. Белотинци (от km 58+128 до km 73+520). Общата ѝ дължина е 15,392 km. Прогнозната стойност за изпълнение на строително-монтажните работи е 246 889 392,65 лв. с ДДС. Срокът за изпълнение е 28 месеца след откриване на строителната площадка.
- На 14 юни 2022 г. е подписан договор № РД-37-19 за упражняване на строителен надзор с ДЗЗД „Проконсулт Ружинци“, с участници: „Интерпроконсулт“ ЕООД, „Рутекс“ ООД, „Инко Естудио Технико“ ЕООД на стойност 3 720 000 лв. с ДДС.[20]

#### Обособена позиция 5. Белотинци – Винище
- В обособена позиция № 5 е отсечката от с. Белотинци до с. Винище (от km 73+520 до km 85+520). Общата ѝ дължина е 11,980 km. Прогнозната стойност за изпълнение на строително-монтажните работи е 146 830 761,80 лв. с ДДС. Срокът за изпълнение е 28 месеца след откриване на строителната площадка.
- На 9 юни 2022 г. е подписан договор № РД-37-17 за упражняване на строителен надзор с ДЗЗД „КОНСУЛТ БЕЛОТИНЦИ–ВИНИЩЕ“, с участници: „ПЪТКОНСУЛТ 2000“ ЕООД и „ЕН АР КОНСУЛТ“ ЕООД на стойност 2 047 800 лв. с ДДС.

#### Обособена позиция 6. Винище – Монтана
- В обособена позиция № 6 е отсечката от с. Винище до обходния път на град Монтана (от km 85+520 до km 99+193). Общата ѝ дължина е 13,693 km. В строителството на лота е включено и допълването на пътен възел от обходен път на гр. Монтана при km 102+753. Прогнозната стойност за изпълнение на строително-монтажните работи е 189 659 969,94 лв. с ДДС. Срокът за изпълнение е 32 месеца след откриване на строителната площадка.
- На 9 юни 2022 г. е подписан договор № РД-37-18 за упражняване на строителен надзор с „Пътинвест-инженеринг АД“ на стойност 2 571 399,54 лв. с ДДС.

## Финансиране
Проектът за автомагистралата от Видин до Монтана се финансира изцяло с пари от държавния бюджет на Република България. За първи път при изпълнението на обществените поръчки за строителство на пътя ще се приложи нова схема на плащане, която предвижда цялата стойност на договора да се разплати на изпълнителя след приключване на обекта. Целта е изпълнителите да работят максимално мобилизирано и да завършат обекта качествено и в кратък срок.
| Лот | Начало–Край         | Изпълнител                     | Строителен надзор                                                              | Дължина  | Стойност на проектирането, строителството и надзора | Цена на километър с ДДС |
| --- | ------------------- | ------------------------------ | ------------------------------------------------------------------------------ | -------- | --------------------------------------------------- | ----------------------- |
| 1   | Видин – Макреш      | ПСТ Груп ЕАД, Нивел Строй ЕООД | „Рутекс“ ООД, „Проес Консулторес“ АД                                           | 29,64 km | 488 744 645 лв.                                     | 16 489 360 лв.          |
| 2   | Макреш – Бела       | Автомагистрали ЕАД             | „ТЕК – КУАТРО“ АД, „СТРОЛ – 1000“ АД                                           | 13,6 km  | 341 270 419 лв.                                     | 25 093 413 лв.          |
| 3   | Бела – Ружинци      | Автомагистрали ЕАД             | „Пътинвест-инженеринг АД“ (до 29.02.24 г.)                                     | 11,13 km | 212 602 446 лв.                                     | 19 101 747 лв.          |
| 3   | Бела – Ружинци      | Автомагистрали ЕАД             | „Пътконсулт 2000“ ЕООД, „Екоинженеринг“ ЕООД и „Контпас“ ЕООД (от 20.12.24 г.) | 11,13 km | 212 602 446 лв.                                     | 19 101 747 лв.          |
| 4   | Ружинци – Белотинци | Автомагистрали ЕАД             | „Интерпроконсулт“ ЕООД, „Рутекс“ ООД, „Инко Естудио Технико“ ЕООД              | 15,39 km | 246 889 392 лв.                                     | 16 042 195 лв.          |
| 5   | Белотинци – Винище  | Автомагистрали ЕАД             | „ПЪТКОНСУЛТ 2000“ ЕООД, „ЕН АР КОНСУЛТ“ ЕООД                                   | 11,98 km | 146 830 761 лв.                                     | 12 256 323 лв.          |
| 6   | Винище – Монтана    | Автомагистрали ЕАД             | „Пътинвест-инженеринг АД“                                                      | 13,69 km | 189 659 969 лв.                                     | 13 853 905 лв.          |
|     | Видин – Монтана     |                                |                                                                                | 95,43 km | 1 625 997 632 лв.                                   | 17 038 642 лв.          |

* Сумите са актуални към 31.05.2025 г.